# Heterospilus hambletoni
Heterospilus hambletoni är en stekelart som beskrevs av Muesebeck 1937. Heterospilus hambletoni ingår i släktet Heterospilus och familjen bracksteklar. Inga underarter finns listade i Catalogue of Life.